# Спесса
Спесса (італ. Spessa) — муніципалітет в Італії, у регіоні Ломбардія,  провінція Павія.
Спесса розташована на відстані близько 440 км на північний захід від Рима, 45 км на південь від Мілана, 18 км на південний схід від Павії.
Населення — 616 осіб (2014).

## Демографія
Населення за роками:

Станом на 1 січня 2023 року в муніципалітеті офіційно проживало 97 іноземців з 10 країн, серед них 57 громадян країн Євросоюзу.

## Сусідні муніципалітети
- Арена-По
- Бельджоїозо
- Коста-де'-Нобілі
- Портальбера
- Сан-Чипріано-По
- Сан-Ценоне-аль-По
- Страделла
- Торре-де'-Негрі